# Belle Vale (Merseyside)
Belle Vale – dzielnica w Liverpoolu, w Anglii, w Merseyside, w dystrykcie Liverpool. W 2011 miejscowość liczyła 15 004 mieszkańców.